# Điều độ

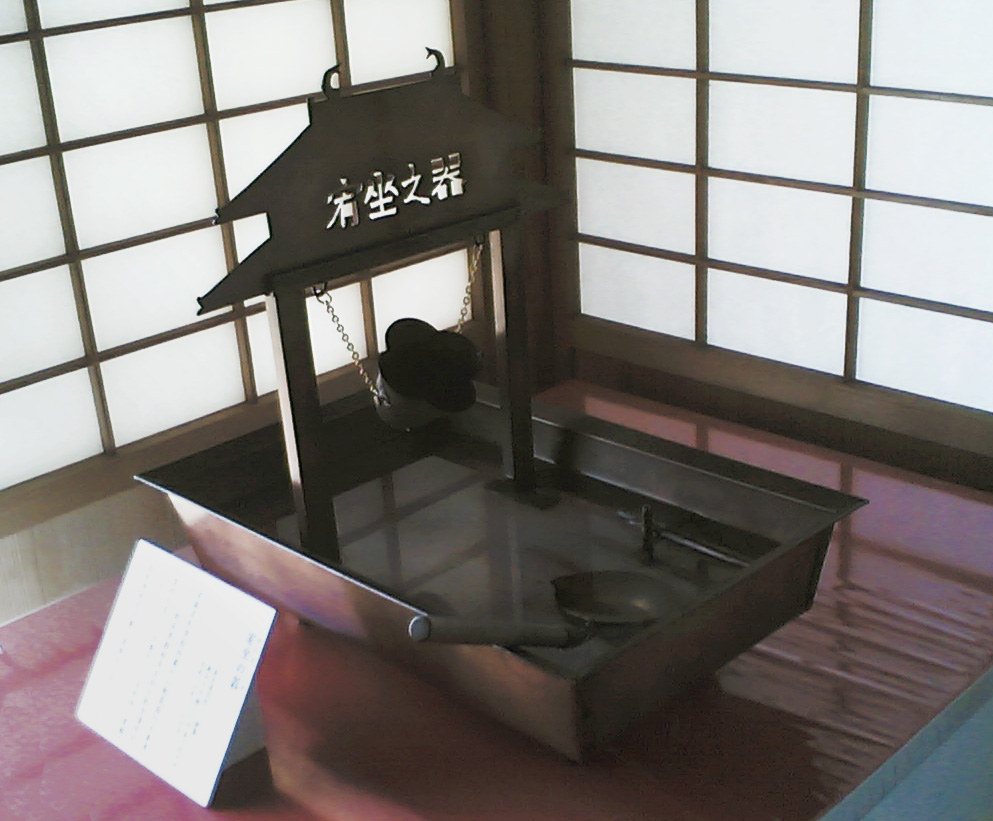
Ví dụ minh họa một phương pháp giảng dạy tại Ashikaga thuộc Tỉnh Tochigi của Nhật Bản - để dạy học sinh tầm quan trọng của sự điều độ. “Chiếc cốc nghiêng khi nó rỗng. Khi bạn đổ nước vào chiếc cốc, nó sẽ đứng vững. Nếu bạn đổ thêm nước, cốc lại bị nghiêng.”

Điều độ (tiếng Anh: moderation) là quá trình loại bỏ hoặc giảm bớt các thái cực. Nó được sử dụng để đảm bảo tính chuẩn mực trong toàn bộ phương tiện mà nó đang được tiến hành với mức độ vừa phải và tránh sự thái quá.
Sự điều độ thường được sử dụng trong các hình thức dưới đây.

## Thống kê
- Đảm bảo tính thống nhất, chính xác trong việc chấm bài đánh giá học sinh.
- Trong thống kê và phân tích hồi quy, điều tiết xảy ra ảnh hưởng của một biến kiểm duyệt được đặc trưng về mặt thống kê như một tương tác. Còn được gọi là biến người điều hành.[1]

## Internet
Hệ thống kiểm duyệt (cũng được biết là kiểm duyệt đơn phương) là người kiểm duyệt và cũng là người thực thi các quy tắc mời người dùng đăng nhận xét, họ có thể xóa các nội dung không phù hợp, bất hợp pháp hoặc xúc phạm liên quan đến các đóng góp hoặc mang tính thông tin trên trang website, các diễn đàn trực tuyến. Về mặt này, sự điều tiết hạn chế chức năng của luật pháp.

## Tôn giáo
- Một sắc thái chủ động hơn được tìm thấy trong việc nhà thờ mang Phong trào Giám lý sử dụng thuật ngữ “điều độ” cho những người đứng đầu các hội nghị.
- Trong sách Châm ngôn, sự tiết chế được liệt kê là những đức tính tốt của cơ đốc nhân.[4]

## Sản xuất
- Điều độ sản xuất là quá trình đồng bộ hóa và lập kế hoạch các bước trong qui trình sản xuất để đảm bảo rằng quá trình sản xuất diễn ra suôn sẻ.[cần dẫn nguồn]
- Một bộ điều chỉnh neutron được sử dụng để làm chậm neutron trong lò phản ứng hạt nhân.

## Đời sống
- Một lối sống điều độ được định nghĩa nhấn mạnh vào việc cân bằng mọi thứ, không chú trọng hay quá ham mê vào một thứ.[5] Định nghĩa cũng bao hàm đề cập đến sức khỏe.[6]